# Marcel Parent
Marcel Parent (ur. 25 października 1934 w Paryżu) – francuski szablista, dwukrotny medalista mistrzostw świata.
Podczas mistrzostw świata w Paryżu w 1965 roku Francuzi w składzie: Claude Arabo, Robert Fraisse, Jacques Lefèvre, Marcel Parent i Jean-Ernest Ramez zdobyli drużynowo brązowy medal. Wynik ten Francuzi z Parentem w składzie powtórzyli na mistrzostwach świata w Montrealu dwa lata później.
Na igrzyskach olimpijskich w Rzymie w 1960 roku zajął piąte miejsce w szabli drużynowej. Na rozgrywanych cztery lata później igrzyskach olimpijskich w Tokio drużynowo był czwarty, a indywidualnie dotarł do półfinałów. Brał też udział w igrzyskach olimpijskich w Meksyku w 1968 roku, gdzie drużynowo ponownie był czwarty, a indywidualnie odpadł w rundzie eliminacyjnej.
Ponadto na igrzyskach śródziemnomorskich w Barcelonie (1955) zdobył srebrny medal drużynowo.